# I ondskans våld
I ondskans våld (på engelska Desperation, eller Stephen King's Desperation) är en amerikansk skräckfilm från 2006 som producerades direkt för TV. Mick Garris stod för regin och Stephen King skrev manuset efter sin roman Desperation.

## Rollista
- Tom Skerritt - John "Johnny" Edward Marinville, författare
- Steven Weber - Steve Ames
- Ron Perlman - Collie Entragian, sheriff
- Annabeth Gish - Mary Jackson
- Charles Durning - Tom Billingsley
- Shane Haboucha - David Carver, troende
- Matt Frewer - Ralph Carver, Davids far
- Henry Thomas - Peter Jackson, Marys make